# Выхино (платформа)
Вы́хино (до 13 января 1989 года Ждановская) — остановочный пункт Казанского и Рязанского направлений Московской железной дороги на юго-востоке Москвы. Кросс-платформенная пересадка на станцию «Выхино» Московского метрополитена.

## История
Платформа была открыта 31 декабря 1966 года вместе с одноимённой станцией метро. Первоначальное название было дано в честь партийного деятеля А. А. Жданова. В 1989 году остановочный пункт и соседняя с ней станция метро получили современное название по московскому району Выхино. Новый остановочный пункт, возведённый на действующем участке между платформами Вешняки и Косино, стал первым и пока единственным в Москве кросс-платформенным пересадочным узлом станции метро и железнодорожной платформы.
На рубеже 1970-х годов после застройки окружающей местности пересадочный узел быстро стал одним из загруженных в Москве. Со временем нагрузка на узел усилилась за счёт развития автобусного сообщения с Московской областью, а впоследствии и с вновь образованными за пределами МКАД районами Москвы.
До 2003 года все три железнодорожные платформы, а также платформы станции метро соединялись между собой двумя подземными переходами шириной по 4 метра каждый, на 3-ю платформу проход из переходов осуществлялся через улицу. В часы пик движение по переходам сильно замедлялось из-за ограниченной пропускной способности. В 2003 году к западу от них был построен новый подземный переход, открытый 5 мая 2003 года, шириной 12 метров, связавший улицы Хлобыстова и Красный Казанец со 2-й и 3-й платформами, лестничные сходы в него изначально навесов не имели. Тогда же 1-я платформа в восточном направлении была временно удлинена, причём этот её участок был сооружён из дубовых брусьев. До конца 2003 года выходы (всего 4) из обоих старых подземных переходов на 2-ю платформу были закрыты, замурованы, а навесы над ними на платформе демонтированы. Такая же участь постигла и самый западный из подобных выходов на 1-ю платформу, остальные 3 выхода сохранились и в настоящее время работают только для входа на станцию метро.
В 2004 году в ходе продолжившейся реконструкции железнодорожных платформ был открыт выход из нового подземного перехода на 1-ю платформу, сама она в западном направлении была построена фактически заново, а её временный деревянный участок с восточной стороны был впоследствии разобран. Над каждым из сходов в новый переход с 1-й и 2-й платформ и с улицы Хлобыстова были сооружены козырьки вкупе с длинными навесами над каждой из 3-х железнодорожных платформ. А над выходом к 3-й платформе, сооружённым в одном с ней уровне, и улице Красный Казанец тогда же был надстроен стеклянный турникетный павильон, в котором также расположились кассы дальнего следования наряду с пригородными. Турникеты для проходов на 1-ю и 2-ю платформы были установлены в самом подземном переходе, для каждого из сходов своя турникетная линия. Кроме того, для прохода с 1-й платформы непосредственно на станцию метро был сооружён отдельный турникетный павильон с кассами метро, открытый 2 октября 2004 года.

## Особенности

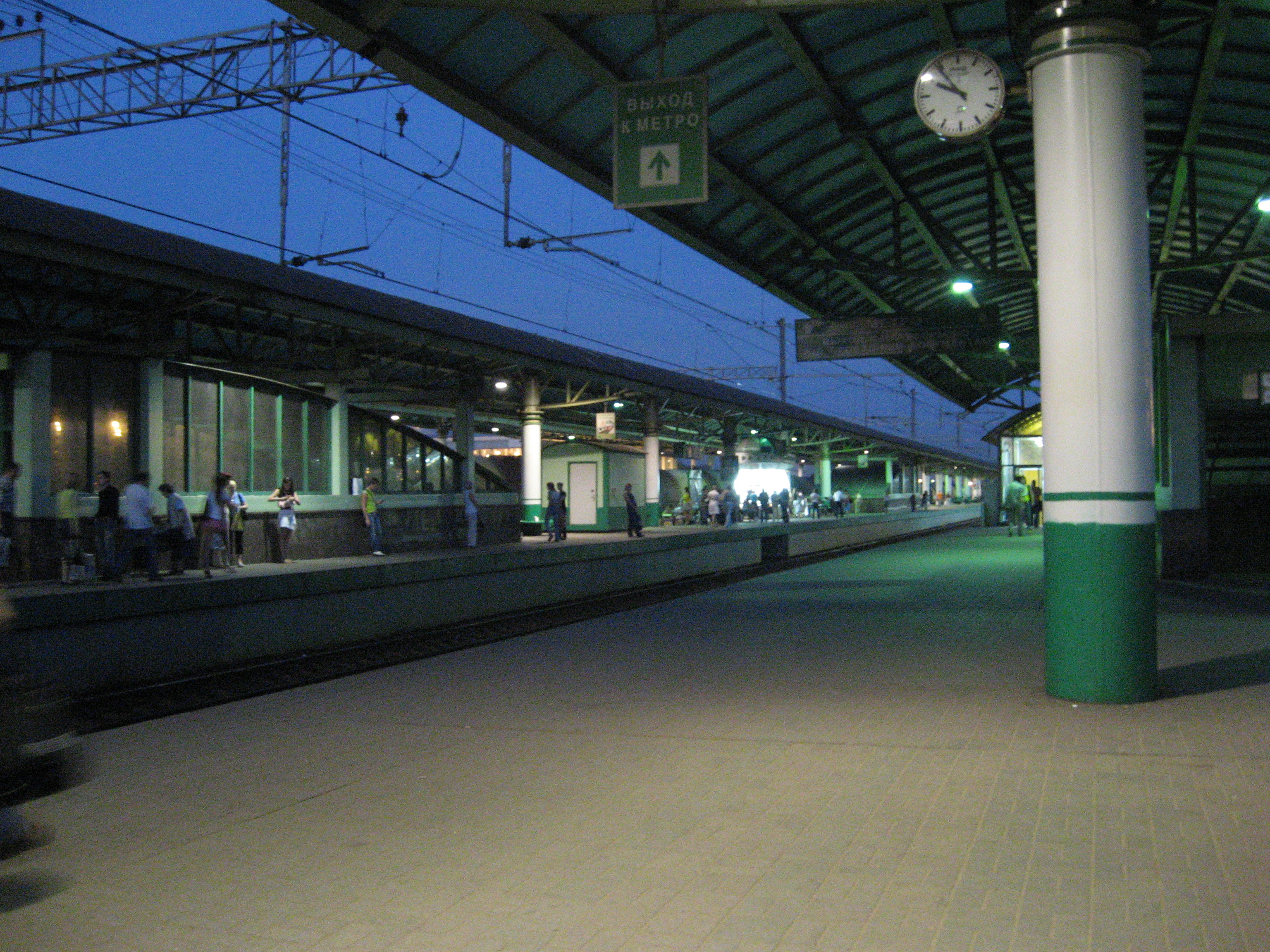
Вид с платформы № 1 в сторону области

Переход с электропоездов на Москву на метропоезда, следующие в центр, осуществляется по одной платформе, разделённой турникетами МЖД на выход и метрополитена на вход. Переход в обратном направлении осуществляется по подземному переходу.
Имеются три платформы: № 1, изначально островная, совмещённая с платформой станции метро, ныне боковая, 2-й путь, № 2, островная, пути 1 и 4) № 3, боковая, 3-й путь.
Платформы № 1 и № 2 изначально были очень длинными, с расчётом на возможный приём поездов дальнего следования. Сверхдлинные платформы в Выхино появились в период дачного бума 1980-х годов, когда железная дорога была вынуждена практиковать эксплуатацию по выходным сдвоенных электропоездов общей составностью в 20 вагонов. Высадка и посадка пассажиров на всех остановках осуществлялась из первого состава, а из второго она осуществлялась только на крупных пересадочных узлах и «дачных» платформах методом протягивания (посадка в первый состав, потом протягивали к платформе второй). Удлинённые платформы для высадки и посадки в оба состава сразу также были возведены на Электрозаводской. С прекращением использования 20-вагонных сцепов длинные платформы остались невостребованными.
В результате реконструкции 2003—2004 годов 1-я платформа была сильно укорочена, хотя принять поезда дальнего следования она не смогла бы уже с 1999 года из-за установки ограждений напротив входов на станцию метро. 2-я платформа осталась сверхдлинной около 535 метров.

## В кино
В одном из эпизодов фильма Валерия Исакова "Наследники" 1974 года, 1 серия, где герои фильма едут на электричке, можно увидеть станцию Ждановская.

## Перспективы
В рамках проекта Ленинградско-Казанского диаметра (линия МЦД-3) в 2023—2025 годах ожидается повторная реконструкция остановочного пункта и его интеграция в обновлённый транспортно-пересадочный узел. Платформы остановочного пункта будут полностью перестроены и укорочены под приём стандартных 12-вагонных поездов, которые сейчас в такой составности используются на маршруте Москва — Крюково. Проектом также предусматривается полная реконструкция всех переходов и строительство новых конкорсов, часть из которых планируется встроить во вновь возводимое многоэтажное многофункциональное здание.

## Наземный общественный транспорт

### Городской
На этой станции можно пересесть на следующие маршруты городского пассажирского транспорта:
- Автобусы: м78, 79, 177, 197, 208, 209, 232, 247, 285, 314, 409, 436, 502, 551, 580, 602, с613, 620, 697, 706, 722, 731, 747, 796, 821, 884, т30, т64

### Областной
- Автобусы: 100к, 144к, 323, 346, 352, 373, 373к, 393, 393к, 463, 501, 501к, 544к, 552к, 582к, 888к, 926к, 956, 1206к, 1217к, 1232к